# Among the Gods
Among the Gods è il quarto album in studio del gruppo musicale power metal tedesco Mob Rules, pubblicato nel 2004.

## Il disco
L'album è stato registrato tra gennaio e marzo 2004 tra i Soundgarten Studio (Oldenburg) e Bazement Studio (Hunstetten); mix e mastering sono stati fatti da Markus Teske (qui anche co-produttore) sempre nei Bazement Studio.
Numerosi ospiti fanno qui la loro comparsa, ai quali si aggiunge anche un intero coro gregoriano.
Il disco è stato pubblicato in versione Digipack, contenente un doppio CD; nel secondo disco sono presenti 3 videoclip, un video tratto dall'esibizione della band al Wacken Open Air nell'anno precedente, un brano inedito, una versione alternativa del singolo Hydrophobia e All That I Bleed (cover dei Savatage).
.

## Tracce

### CD 1
1. "Black Rain" - 5:41
2. "Hydrophobia" - 3:33
3. "Invitation Time" - 3:41
4. "The Miracle Dancer" - 5:35
5. "Among The Gods" - 7:32
6. "New World Symphony" - 3:47
7. "Ship Of Fools" - 4:29
8. "Seven Seas" - 4:29
9. "Meet You In Heaven" - 4:27
10. "Arabia" - 6:26

### CD 2
1. "Battlefield Control" - 5:10
2. "All That I Bleed" (Savatage Cover) - 4:42
3. "Hydrophobia (Alternative Version)" - 3:34
4. "Black Rain (Videoclip 2004)
5. "Black Rain (Videoclip 2004, Director's Cut)
6. "End Of All Days (Video Clip 2003 W:O:A ROADSHOW)
7. "Making Of (Videoclip Black Rain)

## Formazione
Membri del gruppo
- Klaus Dirks - voce
- Matthias Mineur - chitarra
- Oliver Fuhlhage - chitarra
- Torsten Plorin - basso
- Sascha Onnen - tastiera
- Arved Mannott - batteria

Special Guest
- Roland Grapow - chitarra solista nelle tracce 1, 2 e 5 (Disco 1)
- Jurgen Rehberg e Stephan Lill - chitarra solista in "Hydrophobia (Alternative Version)"
- Ian Parry, Christine Wolff, Markus Teske, Jojo Nimtz, Wolfgang Weber - cori
- Kantor Matthias Muller - direttore del coro gregoriano